# Frontenay-Rohan-Rohan
Frontenay-Rohan-Rohan település Franciaországban, Deux-Sèvres megyében. Lakosainak száma 2968 fő (2022. január 1.). Frontenay-Rohan-Rohan Amuré, Bessines, Épannes, Granzay-Gript, Magné, Saint-Symphorien, Sansais és Vallans községekkel határos.

## Népesség
A település népességének változása:
| Lakosok száma | 2946 | 2903 | 2986 | 2862 | 2833 | 2899 | 2924 | 2946 | 2968 |
|               | 2013 | 2015 | 2016 | 2017 | 2018 | 2019 | 2020 | 2021 | 2022 |